# Leptotes pauloensis
Leptotes pauloensis là một loài lan đặc hữu to São Paulo.

## Hình ảnh

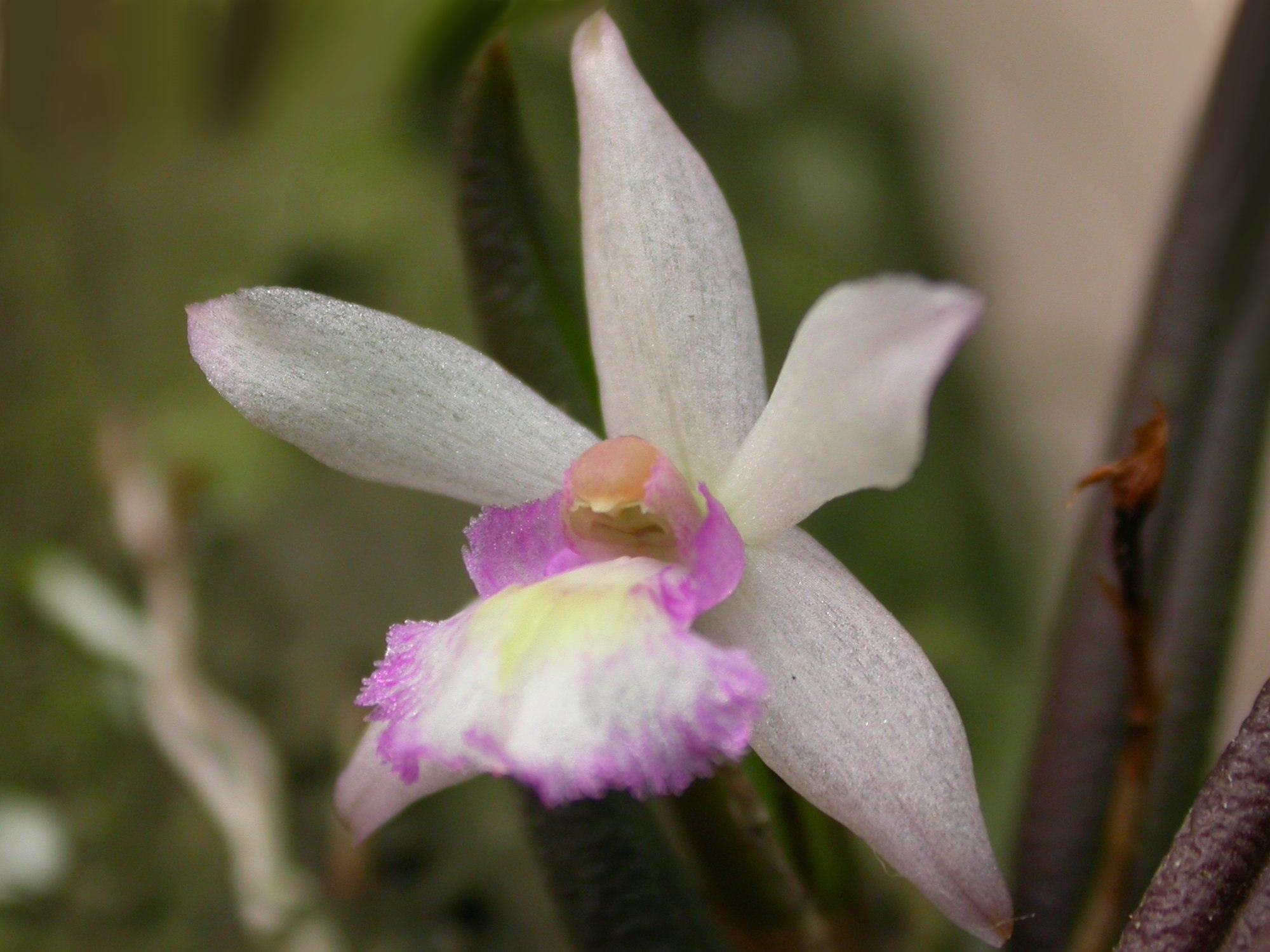
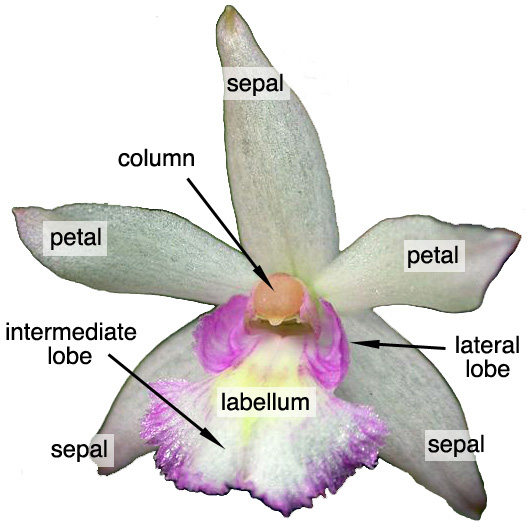